# Pseudohoplia shibatai
Pseudohoplia shibatai är en skalbaggsart som beskrevs av Miyake 1986. Pseudohoplia shibatai ingår i släktet Pseudohoplia och familjen Melolonthidae.

## Underarter
Arten delas in i följande underarter:
- P. s. yushana
- P. s. makiharai
- P. s. matsudai